# Systoechus leucostictus
Systoechus leucostictus är en tvåvingeart som beskrevs av Hesse 1938. Systoechus leucostictus ingår i släktet Systoechus och familjen svävflugor. Inga underarter finns listade i Catalogue of Life.